# Bietikow
Bietikow ist ein Ortsteil der Gemeinde Uckerfelde des Amtes Gramzow im Landkreis Uckermark in Brandenburg.

## Geographie
Der Ort liegt sieben Kilometer südöstlich von Prenzlau und acht Kilometer nordwestlich von Gramzow. Die Nachbarorte sind Dreesch im Nordosten, Falkenwalde und Kleinow im Osten, Weselitz im Südosten, Bertikow im Süden, Berghausen im Südwesten, Seelübbe im Westen sowie Augustenfelde und Ewaldshof im Nordwesten.
Die Gemarkung Bietikow gehört geomorphologisch zum Uckermärkischen Becken- und Hügelland, das sich nördlich der Pommerschen Endmoräne erstreckt. Die flachwellige bis kuppige Moränenlandschaft fällt im Westen zur Uckerseerinne und im Osten und Süden zum Randow- und Welsebruch hin ab. Der Boden besteht aus Geschiebemergel und Lehm der Pommerschen Phase.

## Geschichte
Die erste schriftliche Erwähnung des Ortes stammt aus dem Jahr 1214 und kann somit als eine der frühesten Nennungen für ein Dorf in der Uckermark gelten. In dieser Urkunde wurden dem Stolper Benediktinerkloster Einkünfte im Dorf verliehen und der Name des Ortes in der Schreibweise Bitcowe aufgeführt.

## Persönlichkeiten
- Carl Otto von Arnim (1747–1798), Landrat und Gutsbesitzer